# Californian (Schiff)
Die Californian war ein 1902 in Dienst gestelltes Handelsschiff der britischen Reederei Leyland Line. Im Jahr 1915 wurde das Schiff von einem deutschen U-Boot versenkt. Bekannt wurde sie, weil sie sich in der Nähe der Titanic befand, die am 14./15. April 1912 im Atlantik unterging. Die Führung der Californian hat ein beleuchtetes Schiff gesehen und es als Passagierschiff interpretiert. Es wurden auch mehrere Raketen gesichtet. Ein Kontaktversuch über Lichtsignale misslang. Da der Funker schlafen gegangen war, nahm die Californian auch keine Funksignale der Titanic auf. Erst am nächsten Morgen erfuhr das Schiff über Funk vom Untergang der Titanic.
Dem Kapitän und anderen Besatzungsmitgliedern wurden später Vorwürfe gemacht. Nach Sichtung der Raketen hätte der Funker geweckt werden sollen. Vermutlich war das Schiff dasjenige, das der Titanic am nächsten war. Eventuell hätte eine rasche Fahrt zur Unglücksstelle Menschenleben retten können. Das war zumindest die Ansicht der amerikanischen und der britischen Untersuchung zum Titanic-Unglück.

## Geschichte
Der 6.223 BRT große Dampfer wurde auf der Werft der Caledon Shipbuilding and Engineering Company Ltd. in Dundee (Schottland) gebaut und lief am 26. November 1901 vom Stapel. Das 136 (nach anderen Angaben 141) Meter lange und 16 Meter breite Schiff wurde von einer Dreifachexpansions-Dampfmaschine angetrieben, die es auf 12 Knoten beschleunigen konnte. Hinzu kamen Hilfssegel an drei der vier Masten sowie Stagsegel. 
Die Californian war ein Frachtschiff, das insbesondere für den Baumwolltransport von den USA nach Schottland genutzt wurde. Sie war aber auch zur Beförderung von Passagieren ausgelegt. Sie konnte mit 55 Besatzungsmitglieder 47 Fahrgäste komfortabel befördern. Nach den Probefahrten am 23. Januar 1902 lief sie am 31. Januar 1902 in Dundee zu ihrer Jungfernfahrt nach New Orleans aus. 
Das Schiff – das seit 1911 unter dem Kommando von Kapitän Stanley Lord stand – war auf umstrittene Weise in den Untergang des Atlantik-Liners Titanic am 15. April 1912 verwickelt. Die Californian hatte südlich der Neufundlandbank in einem Eisfeld gestoppt und per Funk andere Schiffe – darunter auch die Titanic – darauf hingewiesen. Kurz darauf stieß die Titanic gegen einen Eisberg. Was dann genau in der folgenden Nacht geschah, blieb umstritten: Kapitän Lord und andere Besatzungsmitglieder beobachteten ein Schiff, von dem Leuchtraketen aufstiegen. Ob es sich hierbei tatsächlich um die Titanic handelte, konnte nie zweifelsfrei geklärt werden. 
Auch auf der Titanic konnten Besatzungsmitglieder und Passagiere ein beleuchtetes Schiff am Horizont erkennen, sodass auch von dieser aus erfolglose Kontaktaufnahmeversuche durch Morselampen getätigt wurden. Ob es sich bei den Lichtern um die Californian handelte, ist allerdings ebenso unbewiesen.
Neuere Berechnungen haben ergeben, dass die Californian selbst bei einem sofortigen Reagieren auf die Leuchtraketen zu spät an der Unglücksstelle eingetroffen wäre, um etwas Wesentliches ausrichten zu können. Der Vorwurf, völlig untätig geblieben zu sein, kann der Besatzung der Californian aber selbst unter heutigen Gesichtspunkten nicht erspart bleiben.
Als die Californian am Morgen nach dem Unglück vom Untergang der Titanic erfuhr, nahm sie Kurs auf die Unglücksstelle, um der Carpathia, die diese bereits früher erreicht hatte, bei der Aufnahme von Überlebenden zu unterstützen. Zur Ankunft der Californian, hatte die Carpathia allerdings schon alle Überlebende an Bord.
Die Californian wurde bei Beginn des Ersten Weltkriegs von der britischen Marine requiriert. Am 9. November 1915 wurde sie 61 Meilen (98 km) südwestlich von Kap Matapan (Griechenland) im Mittelmeer von dem deutschen U-Boot U 35 versenkt. Dabei kam ein Mensch ums Leben. Das Wrack des Schiffs wurde bislang nicht gefunden.